# Bodziejowice
Bodziejowice – wieś w Polsce położona w województwie śląskim, w powiecie zawierciańskim, w gminie Irządze.
W latach 1954–1968 wieś należała i była siedzibą władz gromady Bodziejowice, po jej zniesieniu w gromadzie Irządze. W latach 1975–1998 miejscowość administracyjnie należała do województwa częstochowskiego.

## Nazwa
Miejscowość ma metrykę średniowieczną i istnieje co najmniej od XIV wieku. Wymieniona po raz pierwszy w 1385 w dokumencie zapisanym w języku łacińskim jako Bodzeyouicz, Bodzeouice, 1412 Budziwoyowice, Boczeyowicze, Budzyowicze, Baczeyowicze, Bodczeyowicze, 1529 Bodzewicze .

## Historia
Miejscowość była wsią szlachecką leżącą w województwie krakowskim w Koronie Królestwa Polskiego, a od unii lubelskiej z 1569 w Rzeczypospolitej Obojga Narodów. W latach 1385–1407 wspomniany został Paszko z Bodziejowic. Wieś odnotowana została w historycznych dokumentach podatkowych i majątkowych. Wymieniona została w dokumencie z 1532 sygnowanym przez króla polskiego Zygmunta Starego, który zatwierdził ugodę majątkową pomiędzy Hieronimem Moszyńskim z Bnina, a Andrzejem Mijomskim .

## Związani z Bodziejowicami
- Józef Sygiet - działacz ruchu ludowego